# 勝光寺 (大分市)
勝光寺（しょうこうじ）は、大分県大分市竹中（豊後国大分郡竹中村→大南町）にある曹洞宗の寺院である。山号は南陽山。

## 概要
寺伝によると、大友氏初代当主の大友能直によって、建久7年（1196年）に建立されたとされる。
歌手の南こうせつの実家として知られる。現在の住職（16代目）の南慧昭は、こうせつの実兄で、サラリーマンとしてキユーピーで働き、関連会社ヴェルデの社長を務め退職した後、実家である当寺に戻り住職を務めている。シンガー・ソングライターとしても活動しており、出前歌説法などのユニークな説法で、生きる×2等のテレビ番組に数多く取り上げられている。

## 文化財
- 華南三彩貼花唐草文五耳壷 - 大分市指定有形文化財。明代後期のもので、大友氏遺跡等で同様の壺の破片が出土している。明を初めとする外国との貿易が盛んであった豊後国府内の全盛期を伝えるものである。大分市歴史資料館に寄託されている[6][7]。

## 周辺
- 海龍山福正寺支坊[8]
- 竹中小学校、竹中中学校
- 鏡城跡
- 竹中神社
- 大野川
- 竹中駅